# Lizzie van Zyl
Pour les articles homonymes, voir van Zyl.
Lizzie van Zyl est une petite fille boer d'Afrique du Sud, née en 1894 et morte en 1901 à l'âge de sept ans de la fièvre typhoïde des suites de son internement dans un camp de concentration britannique à Bloemfontein, durant la seconde guerre des Boers.

## Historique

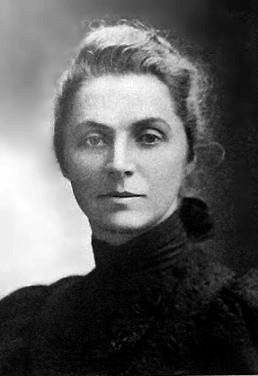
Emily Hobhouse.

Les Britanniques internèrent Lizzie van Zyl dans ce camp de concentration à la suite du refus de son père, un combattant boer, de se rendre.
La militante Emily Hobhouse, après avoir visité le camp en 1901, fit connaître le cas de la petite fille au public britannique. Selon elle, la petite fille fut traitée rudement dans un hôpital anglais et qualifiée d'« idiote » par le personnel, qui ne parlait ni ne comprenait l'afrikaans, parce qu'elle ne parlait pas anglais. Un jour, elle commença à appeler sa mère ; quand une femme vint la consoler, une des infirmières lui ordonna de la laisser crier seule, la considérant comme une « nuisance ». La fillette mourut en 1901 à l'âge de sept ans.
Lizzie van Zyl devint par la suite un symbole de l'horreur du système concentrationnaire et du traitement des civils par les Britanniques durant cette guerre.

## Photo
L'image de la petite van Zyl squelettique fut récupérée et transmise à Joseph Chamberlain par l'auteur écossais Arthur Conan Doyle, qui servait en tant que médecin volontaire durant la seconde guerre des Boers. 
La photo fut ensuite utilisée en guise de propagande, comme l'établit l'auteur Hélène Opperman Lewis, en vue de convaincre l'opinion publique britannique de la négligence des parents boers envers leurs enfants. L'image fut publiée avec l'indication qu'elle aurait été prise à l'arrivée de van Zyl et de sa mère au camp de concentration. Chamberlain fut cité dans The Times le 5 mars 1902 disant que la mère serait poursuivie pour maltraitance.
Emily Hobhouse enquêta sur ce cas et ne put trouver aucune preuve d'une quelconque affaire judiciaire concernant la mère de Lizzie. Elle enquêta de nouveau afin de retrouver le photographe, un homme nommé de Klerk, et fut en mesure d'affirmer, après confirmation de celui-ci, qu'en réalité la photographie avait été prise deux mois après l'arrivée de la petite Lizzie au camp.